# Championnats du monde de cyclisme sur route 2018
Navigation
Bergen 2017 Yorkshire 2019
Les championnats du monde de cyclisme sur route 2018, quatre-vingt-cinquième édition des championnats du monde de cyclisme sur route, ont lieu du 22 au 30 septembre 2018 à Innsbruck, en Autriche. C'est la troisième fois que l'Autriche accueille les championnats du monde sur route, après Villach en 1987 et Salzbourg en 2006.
L'événement consiste en une course en ligne, un contre-la-montre par équipes de marques et un contre-la-montre individuel pour les hommes et femmes élites et une course en ligne et un contre-la-montre individuel pour les hommes de moins de 23 ans, les hommes juniors et les femmes juniors (moins de 19 ans). La mise en œuvre opérationnelle de la course est réalisée par les organisateurs du Tour de Suisse. Le parcours des compétitions est l'un des plus exigeants de l'histoire. La course en ligne masculine est tracée sur près de 260 km et compte plus de neuf ascensions avec environ 5 000 m de dénivelé positif.
Plus de 1000 athlètes prennent part à une ou plusieurs des douze épreuves. Mojtaba Majizadeh, au départ de la course sur route junior, devient le premier coureur d'Afghanistan à participer à un championnat du monde sur route.
Après plusieurs années de controverse, il s'agit des derniers championnats du monde à organiser les épreuves du contre-la-montre par équipes de marques.

## Candidatures
La ville d'Innsbruck était en course pour obtenir les mondiaux sur route en 2017, mais c'est Bergen qui a été choisie. Le 1er février 2016, la ville autrichienne est finalement sélectionnée par l'UCI pour accueillir les mondiaux 2018, aux dépens de Melbourne et Bogota.

## Programme

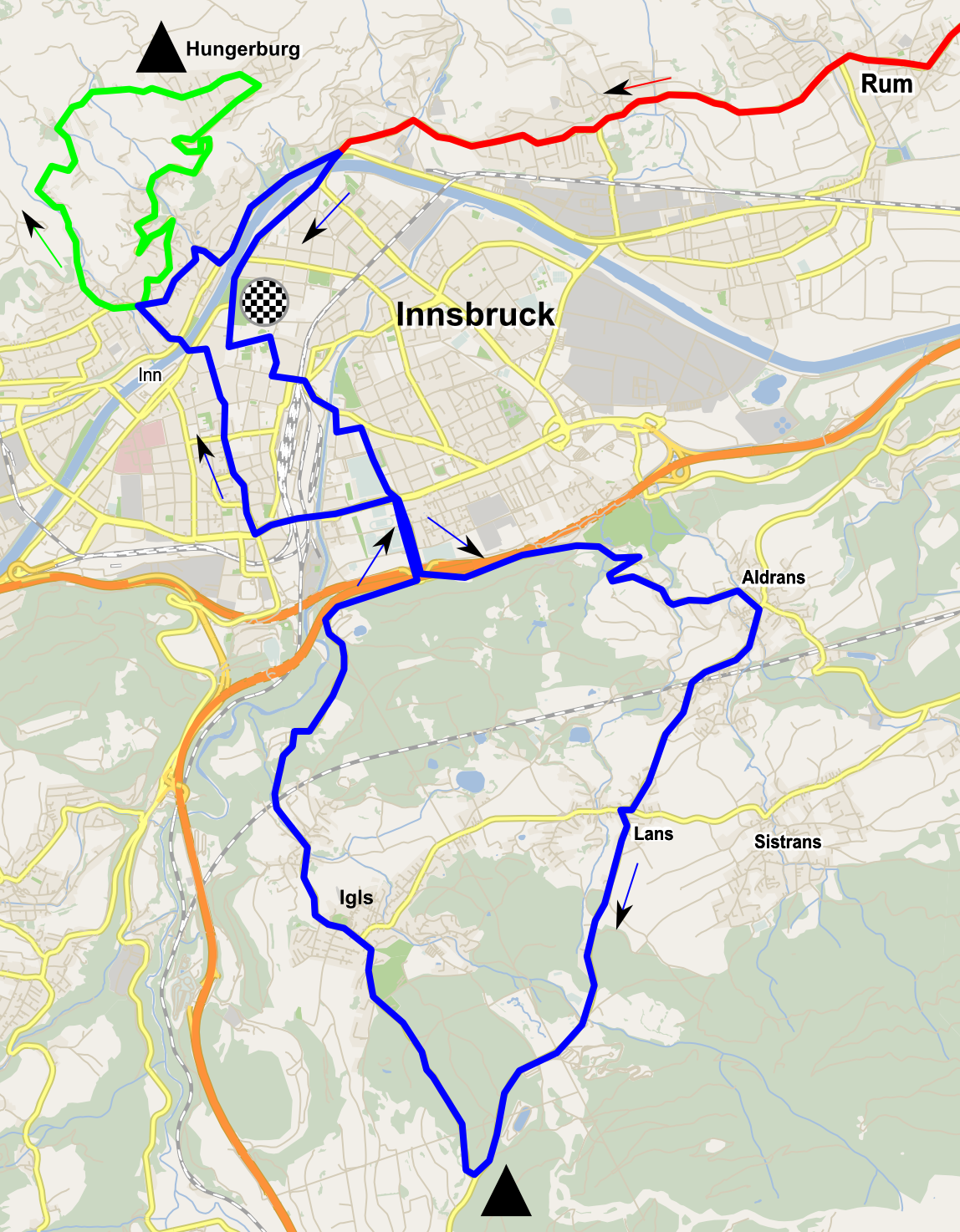
Parcours de la course en ligne homme

| Contre-la-montre par équipes de marques |                 |                 |                                 |                        |                 |         |       |       |       |       |       |
| 23 septembre                            | 10h00           | 12h00           | Ötztal - Innsbruck              | Par équipes UCI femmes | 53,8 km         | 53,8 km |       |       |       |       |       |
| 23 septembre                            | 14h30           | 17h00           | Ötztal - Innsbruck              | Par équipes UCI hommes | 62,1 km         | 62,1 km |       |       |       |       |       |
| Contre-la-montre individuel             |                 |                 |                                 |                        |                 |         |       |       |       |       |       |
| 24 septembre                            | 10h00           | 12h00           | Hall-Wattens - Innsbruck        | Junior femmes          | 20,2 km         | 20,2 km |       |       |       |       |       |
| 24 septembre                            | 14h30           | 17h00           | Hall-Wattens - Innsbruck        | Moins de 23 ans hommes | 28,5 km         | 28,5 km |       |       |       |       |       |
| 25 septembre                            | 10h00           | 12h45           | Hall-Wattens - Innsbruck        | Junior hommes          | 28,5 km         | 28,5 km |       |       |       |       |       |
| 25 septembre                            | 14h30           | 16h45           | Hall-Wattens - Innsbruck        | Élite femmes           | 28,5 km         | 28,5 km |       |       |       |       |       |
| 26 septembre                            | 14h00           | 17h15           | Alpbachtal Seenland - Innsbruck | Élite hommes           | 54,2 km         | 54,2 km |       |       |       |       |       |
| Course en ligne                         | Course en ligne | Course en ligne | Course en ligne                 | Course en ligne        | Course en ligne | Tours   | Tours | Tours | Tours | Tours | Tours |
| 27 septembre                            | 09h30           | 11h30           | Alpbachtal Seenland - Innsbruck | Junior femmes          | 70,9 km         | 1       |       |       |       |       |       |
| 27 septembre                            | 14h30           | 19h00           | Kufstein - Innsbruck            | Junior hommes          | 132,8 km        | 2       |       |       |       |       |       |
| 28 septembre                            | 12h00           | 17h30           | Kufstein - Innsbruck            | Moins de 23 ans hommes | 180,6 km        | 4       |       |       |       |       |       |
| 29 septembre                            | 12h00           | 17h00           | Kufstein - Innsbruck            | Élite femmes           | 156,7 km        | 3       |       |       |       |       |       |
| 30 septembre                            | 09h30           | 17h15           | Kufstein - Innsbruck            | Élite hommes           | 259,4 km        | 6+1     |       |       |       |       |       |

## Qualifications
En février 2018, l'Union Cycliste Internationale (UCI) a publié le système de qualification pour les différentes épreuves de ces championnats. Ce sont les classements UCI arrêtés au 12 août 2018 qui attribuent la plupart des quotas. Les quotas finaux sont annoncés le 16 août 2018, avec un changement par rapport à 2017 :  le quota maximum pour la course en ligne masculine est de 8 partants pour les 10 premières nations au lieu de 9.

## Podiums

### Épreuves masculines
| Épreuves                             | Or                                                                                           | Or | Or                | Argent                                                                                 | Argent | Argent     | Bronze                                                                                     | Bronze | Bronze     |
| ------------------------------------ | -------------------------------------------------------------------------------------------- | -- | ----------------- | -------------------------------------------------------------------------------------- | ------ | ---------- | ------------------------------------------------------------------------------------------ | ------ | ---------- |
| Élites                               |                                                                                              |    |                   |                                                                                        |        |            |                                                                                            |        |            |
| Course en ligne Résultats détaillés  | Alejandro Valverde                                                                           | en | 6 h 46 min 41 s   | Romain Bardet                                                                          | +      | 0 s        | Michael Woods                                                                              | +      | 0 s        |
| Contre-la-montre Résultats détaillés | Rohan Dennis                                                                                 | en | 1 h 3 min 2 s     | Tom Dumoulin                                                                           | +      | 1 min 21 s | Victor Campenaerts                                                                         | +      | 1 min 22 s |
| Par équipes UCI                      |                                                                                              |    |                   |                                                                                        |        |            |                                                                                            |        |            |
| Contre-la-montre Résultats détaillés | Quick-Step Floors                                                                            | en | 1 h 7 min 25 s 94 | Sunweb                                                                                 | +      | 18 s 46    | BMC Racing                                                                                 | +      | 19 s 55    |
| Contre-la-montre Résultats détaillés | Kasper Asgreen Laurens De Plus Bob Jungels Yves Lampaert Maximilian Schachmann Niki Terpstra | en | 1 h 7 min 25 s 94 | Tom Dumoulin Chad Haga Wilco Kelderman Søren Kragh Andersen Michael Matthews Sam Oomen | +      | 18 s 46    | Patrick Bevin Damiano Caruso Rohan Dennis Stefan Küng Greg Van Avermaet Tejay van Garderen | +      | 19 s 55    |
| Moins de 23 ans                      |                                                                                              |    |                   |                                                                                        |        |            |                                                                                            |        |            |
| Course en ligne Résultats détaillés  | Marc Hirschi                                                                                 | en | 4 h 24 min 5 s    | Bjorg Lambrecht                                                                        | +      | 15 s       | Jaakko Hänninen                                                                            | +      | 15 s       |
| Contre-la-montre Résultats détaillés | Mikkel Bjerg                                                                                 | en | 32 min 31 s       | Brent Van Moer                                                                         | +      | 33 s       | Mathias Norsgaard                                                                          | +      | 38 s       |
| Juniors                              |                                                                                              |    |                   |                                                                                        |        |            |                                                                                            |        |            |
| Course en ligne Résultats détaillés  | Remco Evenepoel                                                                              | en | 3 h 3 min 49 s    | Marius Mayrhofer                                                                       | +      | 1 min 25 s | Alessandro Fancellu                                                                        | +      | 1 min 38 s |
| Contre-la-montre Résultats détaillés | Remco Evenepoel                                                                              | en | 33 min 15 s       | Lucas Plapp                                                                            | +      | 1 min 24 s | Andrea Piccolo                                                                             | +      | 1 min 38 s |

### Épreuves féminines

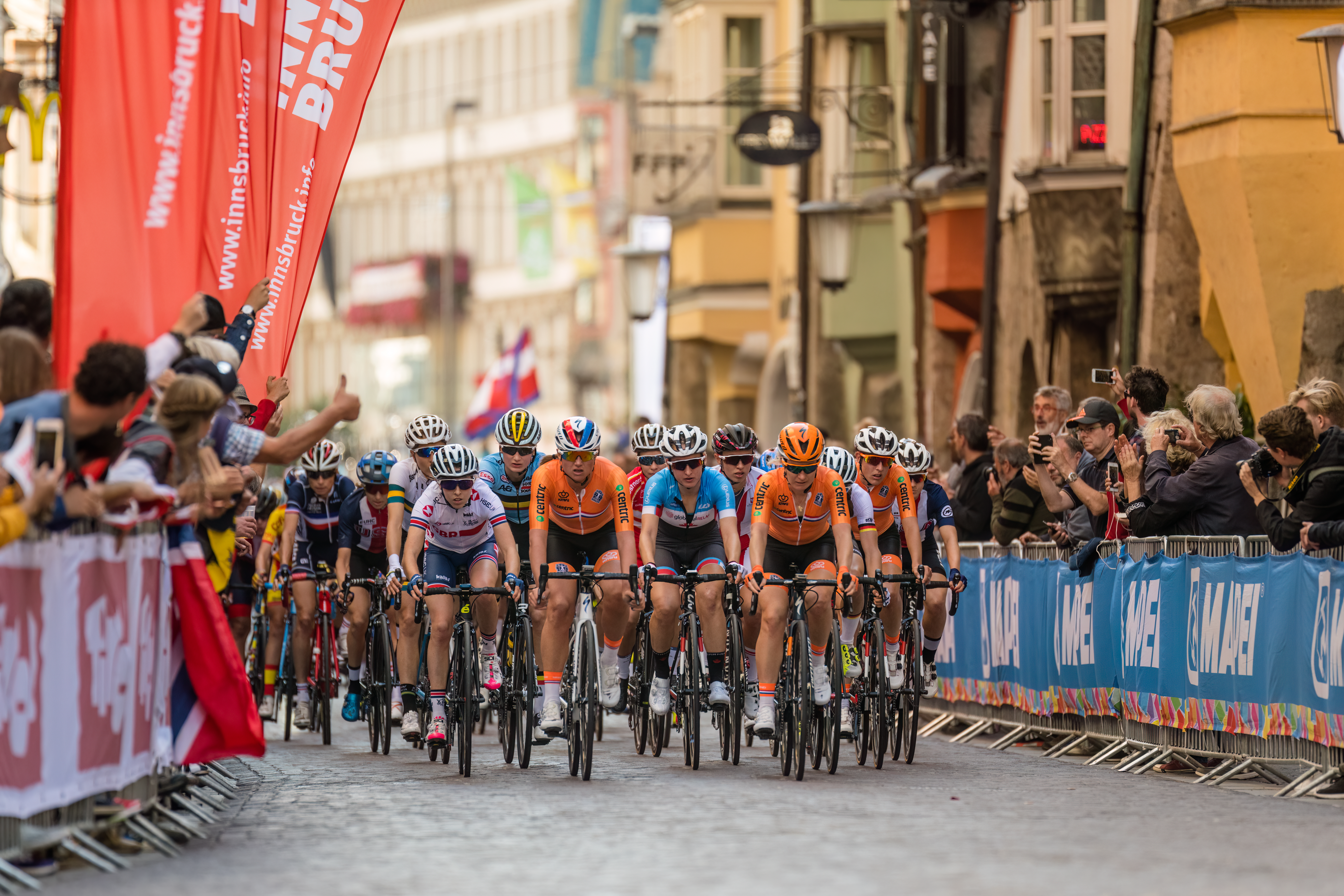
Le peloton du championnat 2018 féminin traverse Innsbruck. Septembre 2018.

| Épreuves                             | Or                                                                                  | Or | Or                | Argent                                                                                              | Argent | Argent     | Bronze                                                                                    | Bronze | Bronze     |
| ------------------------------------ | ----------------------------------------------------------------------------------- | -- | ----------------- | --------------------------------------------------------------------------------------------------- | ------ | ---------- | ----------------------------------------------------------------------------------------- | ------ | ---------- |
| Élites                               |                                                                                     |    |                   | |        |            |                                                                                           |        |            |
| Course en ligne Résultats détaillés  | Anna van der Breggen                                                                | en | 4 h 11 min 4 s    | Amanda Spratt                                                                                       | +      | 3 min 42 s | Tatiana Guderzo                                                                           | +      | 5 min 26 s |
| Contre-la-montre Résultats détaillés | Annemiek van Vleuten                                                                | en | 34 min 25 s       | Anna van der Breggen                                                                                | +      | 28 s       | Eleonora van Dijk                                                                         | +      | 1 min 25 s |
| Par équipes UCI                      |                                                                                     |    |                   | |        |            |                                                                                           |        |            |
| Contre-la-montre Résultats détaillés | Canyon–SRAM                                                                         | en | 1 h 1 min 46 s 60 | Boels–Dolmans                                                                                       | +      | 21 s 90    | Team Sunweb                                                                               | +      | 28 s 67    |
| Contre-la-montre Résultats détaillés | Alena Amialiusik Alice Barnes Hannah Barnes Elena Cecchini Lisa Klein Trixi Worrack | en | 1 h 1 min 46 s 60 | Chantal Blaak Karol-Ann Canuel Amalie Dideriksen Christine Majerus Amy Pieters Anna van der Breggen | +      | 21 s 90    | Lucinda Brand Leah Kirchmann Liane Lippert Pernille Mathiesen Coryn Rivera Ellen van Dijk | +      | 28 s 67    |
| Juniors                              |                                                                                     |    |                   | |        |            |                                                                                           |        |            |
| Course en ligne Résultats détaillés  | Laura Stigger                                                                       | en | 1 h 56 min 26 s   | Marie Le Net                                                                                        | +      | 0 s        | Simone Boilard                                                                            | +      | 0 s        |
| Contre-la-montre Résultats détaillés | Rozemarijn Ammerlaan                                                                | en | 27 min 2 s        | Camilla Alessio                                                                                     | +      | 7 s        | Elynor Bäckstedt                                                                          | +      | 18 s       |

## Tableau des médailles
| Rang  | Nation          | Or | Argent | Bronze | Total |
| ----- | --------------- | -- | ------ | ------ | ----- |
| 1     | Pays-Bas        | 3  | 2      | 1      | 6     |
| 2     | Belgique        | 2  | 2      | 1      | 5     |
| 3     | Australie       | 1  | 2      | 0      | 3     |
| 4     | Danemark        | 1  | 0      | 1      | 2     |
| 5     | Autriche        | 1  | 0      | 0      | 1     |
| 5     | Espagne         | 1  | 0      | 0      | 1     |
| 5     | Suisse          | 1  | 0      | 0      | 1     |
| 8     | France          | 0  | 2      | 0      | 2     |
| 9     | Italie          | 0  | 1      | 3      | 4     |
| 10    | Allemagne       | 0  | 1      | 0      | 1     |
| 11    | Canada          | 0  | 0      | 2      | 2     |
| 12    | Grande-Bretagne | 0  | 0      | 1      | 1     |
| 12    | Finlande        | 0  | 0      | 1      | 1     |
| Total | Total           | 10 | 10     | 10     | 30    |

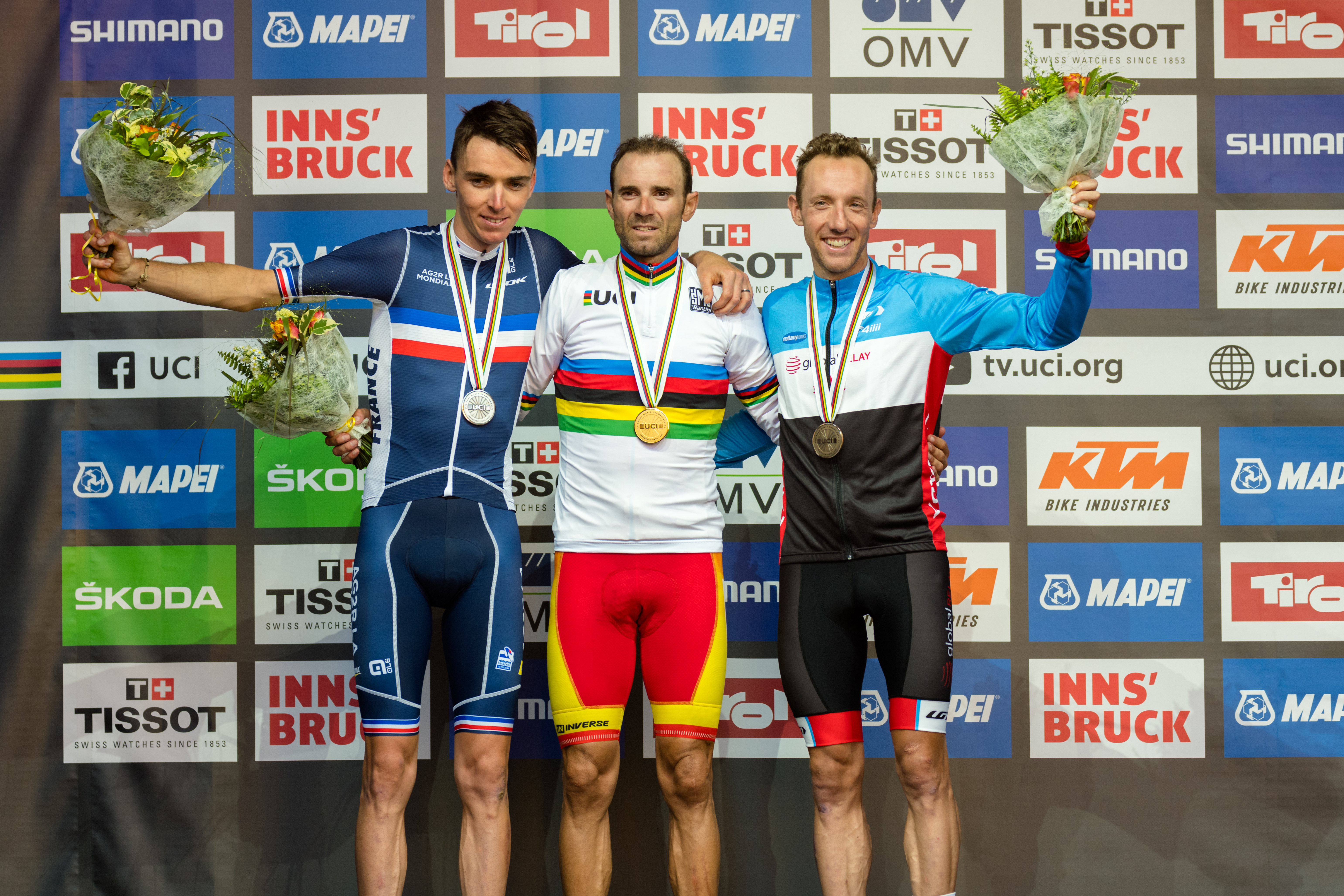
Podium de la course en ligne masculine

Note : Les médailles des épreuves de contre-la-montre par équipes de marques, récompensant au sein de chaque équipe des coureurs et coureuses de différentes nationalités, ne sont pas comptabilisées dans ce tableau